# Джордж, Луи Бертран
Луи Бертран Джордж (англ. Louis Bertrand George; 10 октября 1950 — 2 января 2014) — министр образования Сент-Люсии (1982—1997), лидер парламентской оппозиции (1997—2001).

## Биография
До активного занятия политикой Джордж был педагогом и агрономом, руководил успешной фермой в деревне Микуд.
В 1982—1997 годах Джордж был министром образования, а в 1997—2001 годах — лидером парламентской оппозиции. После своей отставки Джордж был награждён Крестом Святой Люсии за «вклад в национальное образование».
Луи Бертран Джордж умер в больнице Св. Иуды в четверг 2 января 2014 года после продолжительной болезни.